# NGC 3532
NGC 3532 est un amas ouvert,, situé dans la constellation de la Carène. Il a été découvert par l'astronome français Nicolas-Louis de Lacaille en 1751. Cet amas est connu sous plusieurs noms : amas du Puits aux vœux, l'amas du football ou encore l'amas porte bonheur.
Selon la classification des amas ouverts de Robert Trumpler, cet amas renferme entre 50 et 100 étoiles (lettre m) dont la concentration est moyenne (II) et dont les magnitudes se répartissent sur un petit intervalle (le chiffre 1). Le catalogue Lynga indique une autre classification, soit II3r, donc un amas contenant plus de 100 étoiles dont les magnitudes se répartissent sur un grand intervalle.

## Observation
Avec une magnitude visuelle de 3,0, on peut observer l'amas à l'œil nu sous un ciel exempt de pollution lumineuse ou avec de petites jumelles.

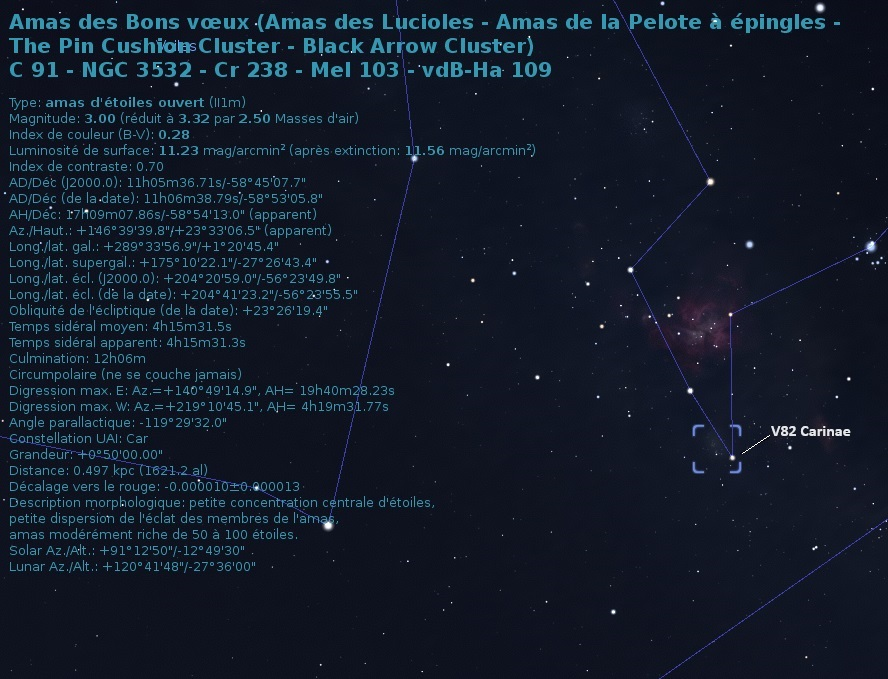
Localisation de NGC 3532 dans la constellation de Scorpion. (Stellarium)

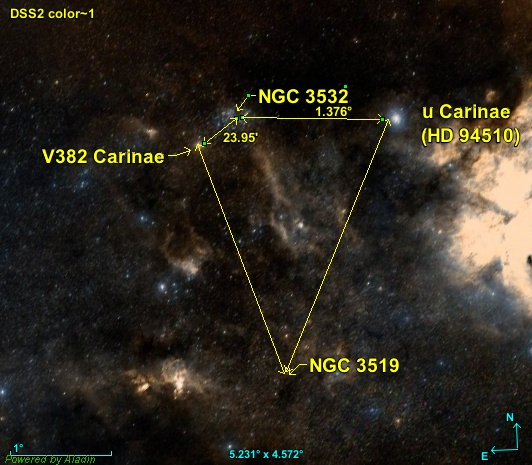
Position de NGC 3532 par rapport à deux étoiles et à NGC 3519.

NGC 3532 est situé à environ 1,4 degrés à l'est de l'étoile u Carinae et à 24' au nord-ouest de V382 Carinae, une hypergéante jaune dont la magnitude varie de 3,77 à 4,05. Elle est donc visible à l'œil nu et elle peut servir de repère pour trouver l'amas. L'amas ouvert NGC 3519 se trouve dans la même région du ciel.

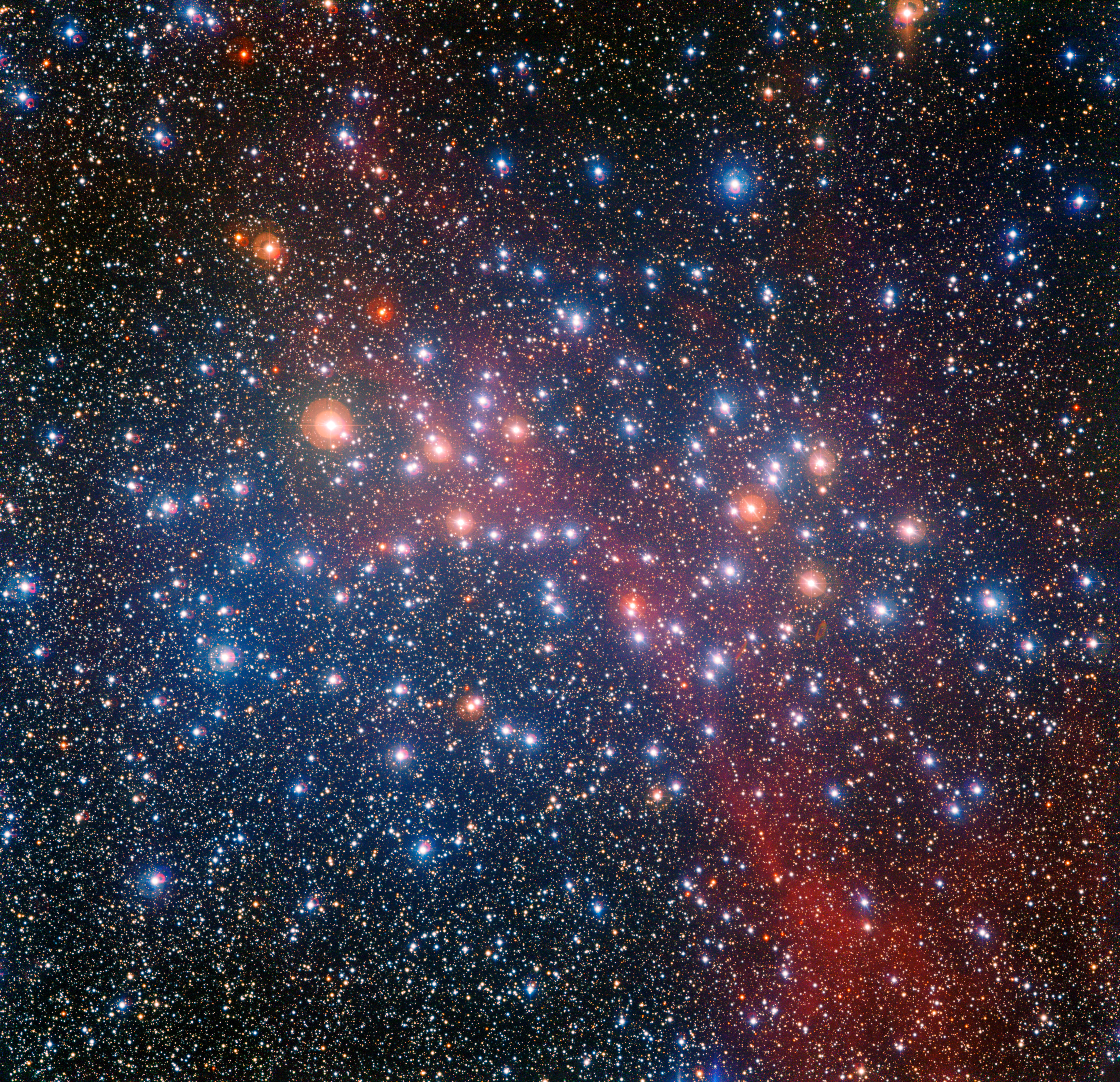
L'amas ouvert NGC 3532 par le télescope de 2,2 mètre de l'observatoire de La Silla géré par ESO.

## Événements historiques

### Première lumière du télescope spatial Hubble

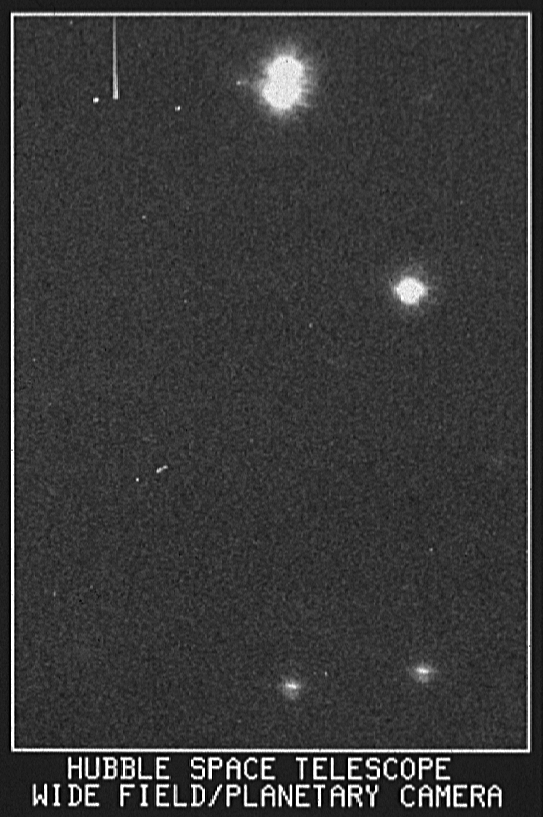
Cette image a été captée par la caméra à large champ WFC3 du télescope spatial Hubble.

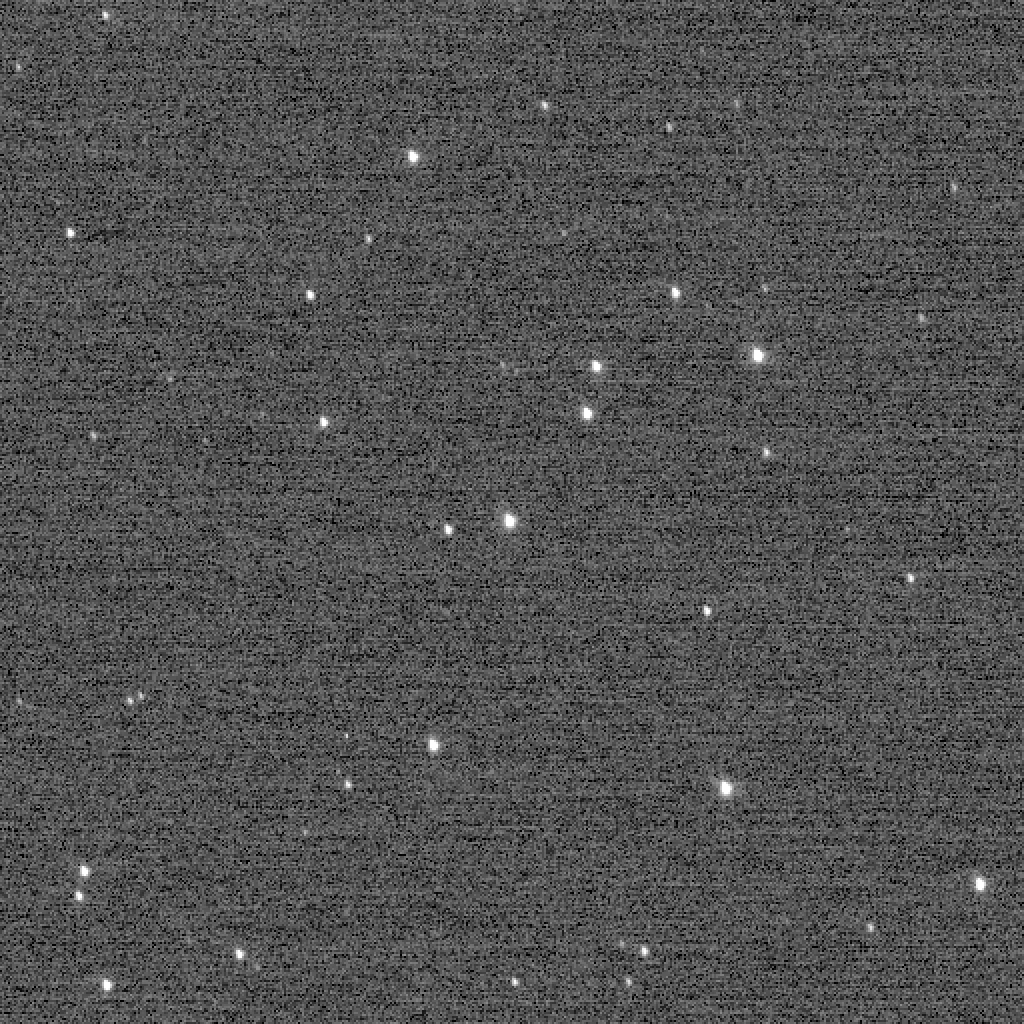
L'amas du Puits au vœux photographié par l'imageur LORRI de la sonde New Horizons.

Le 20 mai 1990, la région entourant de l'étoile HD 96755 est devenue la première lumière du télescope spatial Hubble. Selon deux articles publiés en 2018 et en 2019, la probabilité que cette étoile d'appartenir à l'amas est soit de 68% ou de 100%. Cependant, la page de Simbad consacrée à cette étoile indique une parallaxe de 1,182 9 ± 0,260 1 mas, ce qui correspond à une distance de 845+693
−152 km/s, un mouvement propre de −10,146 mas/an en ascension droite et de 2,533 mas/an en déclinaison. Ces valeurs, surtout pour la distance et le mouvement propre en déclinaison, sont loin de correspondent à celles mentionnées dans la section «caractéristiques» et il est douteux que cette étoile soit membre de NGC 3532.

### Record de distance
Le 5 décembre 2017, la sonde spatiale New Horizons a photographié l'amas NGC 3532, brisant ainsi le record de l'image prise depuis la plus grande distance de notre planète en surpassant le record de l'image Un point bleu pâle captée par Voyager 1 en 1990.

## Caractéristiques

### Distance
La parallaxe moyenne des étoiles de l'amas a été obtenue des mesures effectuées par le satellite Gaia. Sept valeurs différentes publiées dans de récents articles (2018 à 2022) sont indiquées sur la base de données Simbad : 2,096 ± 0,062 0 mas, 2,062 ± 0,066 mas, 2,066 ± 0,062 mas, 2,066 ± 0,002 mas, 2,080 92 mas, 2,066 ± 0,062 mas et 2,065 9 ± 0,000 7 mas. La moyenne de ces valeurs et de leur incertitude est égale à 2,071 8 ± 0,042 5, ce qui correspond à une distance de 483 ± 10 pc.

### Taille
En utilisant le logiciel Aladin, on peut mesurer la taille apparente de l'amas. Sa valeur est certainement supérieure à 20', de sorte que la valeur de 12' indiquée sur le site SkyLive est probablement erronée. En ne tenant pas compte de cette dernière valeur, sa taille apparente est comprise entre 50′ et 64,3',. En utilisant la plus grande taille apparente et la plus grande distance, on obtient la taille réelle maximale, soit 30,06 al. De même, en utilisant la plus petite taille apparente et la plus petite distance, on obtient la plus petite taille réelle, soit 22,44 al. De ces deux valeurs, on déduit que la taille de l'amas est égale à 26,3 ± 3,8 al.

### Vitesse
Huit valeurs de la vitesse radiale sont indiquées sur Simbad, mais trois d'entre elles sont très différentes des autres. Ces valeurs sont : 5,67 ± 0,19 km/s, 5,0 ± 1 km/s, 5,492 ± 1,833 km/s, 5,37 ± 0,17 km/s et 4,850 ± 0,13 km/s. La moyenne de ces valeurs et de leur incertitude de cet échantillon est égale à 5,38 ± 0,66 km/s.
La trois autres valeurs sont : 1,20 ± 0,72 km/s, −4,80 ± 1,40 km/s et 1,20 ± 2,2 km/s.

### Mouvement propre
Simbad indique huit couples de valeurs pour le mouvement propre de l'amas, dont sept provenant d'articles publiés entre 2017 et 2022 qui sont très semblables. L'autre couple provenant d'un article publié en 2014 est totalement différent et très imprécis. Les valeurs des sept couples en ascension droite et en déclinaison sont :
- −10,397 ± 0,256 mas/an et 5,238 ± 0,272 mas/an[12]
- −10,950 ± 0,280 mas/an et 4,800 ± 0,280 mas/an[21]
- −10,373 ± 0,409 mas/an et 5,193 ± 0,430 mas/an[13]
- −10,385 ± 0,396 mas/an et 5,175 ± 0,404 mas/an[14]
- −10,385 ± 0,009 mas/an et 5,175 ± 0,010 mas/an[6]
- −10,385 ± 0,396 mas/an et 5,175 ± 0,404 mas/an[16]
- −10,379 ± 0,007 mas/an et 5,195 ± 0,007 mas/an[17]

La moyenne du mouvement propre et de leur incertitude obtenue de ces sept couples en ascension droite et en déclinaison est égale à −10,569 ± 0,362 mas/an et 5,056 ± 0,371 mas/an.
L'autre couple est totalement différent et très imprécis, soit −4,50 ± 4,69 mas/an et −1,26 ± 480 mas/an.

### Métallicité
Simbad indique neuf valeurs de la métallicité, soit 0,00, -0,03, -0,01, 0,034, 0,09, 0,09, -0,10, 0,00 et 0,00. Selon ces valeurs, le pourcentage d'éléments lourds (plus lourd que l'hydrogène et l'hélium) de cet amas est compris entre 79% (10-0,10) et 123% (100,09) de celui du Soleil.

### Âge
La base de données WEBDA et le catalogue Lynga indiquent un âge donné par log10 = 8,492,, soit 108,492 = 310 Ma.

## Étoiles
Simbad montre un bouton nommé Children. En cliquant sur ce bouton, on atteint une section de cette base de données qui renferme un tableau contenant 3 125 entrées, dont 10 000 Children, pour NGC 3532. Cependant, des étoiles (les Children) peuvent apparaître plusieurs fois dans la deuxième colonne du tableau, d'où le nombre de liens bibliographiques qui est supérieure au nombre d'étoiles. La quatrième colonne de ce tableau indique la probabilité que l'étoile appartienne à l'amas. En cliquant sur le titre de cette colonne, on peut classer la probabilité par ordre croissant ou décroissant. En cliquant sur la désignation de l'étoile, on atteint la page de Simbad qui résume ses propriétés. L'étoile HD 96755 mentionnée dans la section « Événements historiques » est aux positions 1120 et 1121 cette section, mais sa probabilité d'appartenir à l'amas est plustôt faible.
Cette section de la base de données renferme 1536 étoiles différentes dont la probabilité d'appartenir à l'amas est égal ou supérieur à 90%. Cependant, une trentaine d'entre elles montrent un mouvement propre ou une distance complètement différente des autres étoiles, par exemple, la distance de l'étoile HD 95799 est de environ 276 pc (∼900 al) et son mouvement propre en ascension droite est égal à −38,683 mas/an et à −7,011 mas/an en déclinaison. Cette section indique que 200 étoiles sont de type spectral A, 22 de B, 6 de F, 6 de G et 6 de K. Deux étoiles sont indiquées comme type DA, ce qui signifie que ce sont des naines blanches de type A. Le tableau ci-dessous résume les propriétés de 22 étoiles présentant des propriétés particulières.
| Nom                               | α                | δ                 | type       | P (mas)         | d (pc)       | μα* (mas/an) | μδ* (mas/an) | mV    | Prob         | Rem       |
| --------------------------------- | ---------------- | ----------------- | ---------- | --------------- | ------------ | ------------ | ------------ | ----- | ------------ | --------- |
| Gaia DR2 5337815080989275904      | 11h 14m 04,6378s | -59° 30′ 53,6712″ |            | 2,0352 ± 0,0162 | 491 ± 4      | -9,610       | 5,099        |       | 100(5) 95    | Bin/ecl   |
| HD 96609                          | 11h 06m 51,2278s | -58° 42′ 24,4516″ | B9-A0V+A2V | 2,0715 ± 0,0239 | 483 ± 6      | -10,812      | 5,577        | 8,614 | 100(6) 95    | Bin/ecl   |
| HD 96896                          | 11h 08m 36,4403s | -58° 31′ 59,7662″ | A0V        | 2,1724 ± 0,0326 | 460 ± 7      | -10,267      | 5,559        | 9,664 | 100(2)       | Bin/spec  |
| HD 96307                          | 11h 05m 15,0858s | -59° 04′ 57,7262″ | B9IV       | 2,0271 ± 0,0203 | 493 ± 5      | -10,177      | 5,328        | 9,109 | 100(5) 95    | Bin/spec  |
| CPD-58 3190                       | 11h 08m 34,4486s | -59° 03′ 07,4916″ |            | 2,0741 ± 0,0143 | 482 ± 3      | -10,181      | 5,337        | 11,29 | 100(5) 99    | Bin/spec  |
| TYC 8627-1690-1                   | 11h 03m 55,9105s | -59° 25′ 18,9828″ |            | 2,0706 ± 0,0203 | 483 ± 5      | -10,518      | 5,139        | 11,35 | 100(6)       | Bin/spec  |
| HD 96881                          | 11h 08m 21,6629s | -59° 33′ 22,8970″ | A0IV       | 2,0872 ± 0,0162 | 479 ± 4      | -10,514      | 5,741        | 9,57  | 100(6) 95    | Bin/spec  |
| Cl* NGC 3532 FERN 435             | 11h 05m 49,6754s | -58° 56′ 22,0197″ |            | 2,0193 ± 0,0189 | 495 ± 5      | -10,724      | 5,126        |       | 100(6) 97 95 | Bin/spec  |
| HD 303734                         | 11h 03m 26,6571s | -58° 29′ 50,5274″ | A6V+K3V    | 2,1204 ± 0,0152 | 472 ± 3      | -10,134      | 5,174        | 10,11 | 100(6) 98 95 | Bin/ecl   |
| HD 303743                         | 11h 04m 41,7952s | -58° 57′ 18,6334″ | A2         | 2,0133 ± 0,0403 | 497 ± 10     | -10,308      | 4,566        | 10,66 | 100(2)       | Bin/spec  |
| 2MASS J11034321-5841042           | 11h 03m 43,2204s | -58° 41′ 04,2392″ |            | 2,0981 ± 0,0119 | 477 ± 3      | -10,176      | 4,877        |       | 100(6) 97 96 | Bin/spec  |
| HD 95290                          | 10h 59m 05,6786s | -59° 10′ 06,4450″ | B7III      | 2,1336 ± 0,0421 | 469 ± 9      | -10,213      | 5,817        | 7,68  | 100(7) 95    | Tr bl can |
| HD 303886                         | 11h 11m 08,5177s | -58° 14′ 38,0549″ | A2         | 2,1051 ± 0,014  | 475 ± 3      | -10,074      | 5,329        | 10,20 | 100(5) 99    | Dbl/Mul   |
| HD 97747                          | 11h 13m 55,4910s | -58° 16′ 55,2144″ | A1/2IV     | 2,0762 ± 0,0166 | 482 ± 4      | -10,772      | 5,028        | 9,97  | 100(6) 95    | Dbl/Mul   |
| HD 96306                          | 11h 05m 13,1538s | -58° 50′ 32,5767″ | A          | 2,1059 ± 0,0201 | 475 ± 5      | -10,852      | 5,018        | 9,212 | 100(7) 99 95 | Dbl/Mul   |
| HD 303824                         | 11h 09m 28,3459s | -59° 04′ 14,8669″ | A2         | 2,1002 ± 0,0156 | 476 ± 4      | -10,335      | 4,784        | 10,19 | 100(6) 95    | Em li s   |
| HD 96544                          | 11h 06m 29,2873s | -58° 40′ 30,0867″ | K2II/III   | 2,0997 ± 0,0305 | 476 ± 7      | -10,873      | 4,680        | 6,03  | 100(4) 95 90 | Et var    |
| Cl* NGC 3532 RK 5                 | 11h 06m 04,1633s | -58° 55′ 19,9594″ | DA         | 2,7447 ± 0,2456 | 364+36 -30   | -10,409      | 5,446        |       | 97           | Na b      |
| Cl* NGC 3532 RK 10                | 11h 03m 15,1372s | -58° 21′ 44,2557″ | DA         | 1,6720 ± 0,3223 | 598+143 -97  | -10,860      | 5,335        |       | 100          | Na b      |
| [DDW2012] NGC 3532-WDC J1106-5905 | 11h 06m 18,3538s | -59° 05′ 17,3003″ |            | 1,9404 ± 0,4264 | 515+145 -93  | -10,996      | 5,249        | 20,1  | 100          | Na b can  |
| [DDW2012] NGC 3532-WDC J1107-5842 | 11h 07m 21,9752s | -58° 42′ 12,5242″ |            | 1,9879 ± 0,5692 | 503+202 -112 | -10,764      | 3,718        | 20,5  | 100          | Na b can  |
| HD 95968                          | 11h 03m 21,2843s | -58° 28′ 32,5195″ | A0III      | 2,0699 ± 0,0381 | 483 ± 9      | -10,384      | 5,304        | 9,216 | 100(7)       | Var pul   |

- Bin/ecl = Binaire à éclipses
- Bin/spec = Binaire spectroscopique
- Dbl/Mul = Double ou multiple.
- Tr bl can = Candidate au titre de Traînarde bleue
- Em li s = Emission-line star (en)
- Et var = Étoile variable
- Na b = Naine blanche
- Na b can = Candidate au tire de naine blanche
- Var pul = Variable pulsante

Selon un article publié en 2022 par Llorente et Morales-Durán, NGC 3532 renferme cinq étoiles traînardes bleues, tandis que le catalogue Lynga indique la présence de huit d'entre elles. Lynga indique aussi que l'amas contient 13 géantes rouges, quatre étoiles Am et trois étoiles Ap. Cette section de la base de données Simbad n'indique pas cela, mais ici on a choisi que les étoiles dont la probabilité d'appartenir à l'amas est égal ou supérieur à 90%.

### Distance
La compilation de la parallaxe et du mouvement propre de chacune des 1506 étoiles permet d'obtenir une distance moyenne et le mouvement propre moyen de l'amas. La moyenne de la parallaxe et de leur incertitude des étoiles est égale à 2,093 0 ± 0,028 6 mas, ce qui correspond à une distance de 478 ± 7 pc (∼1 560 al). On peut cependant calculer la distance à partir des parallaxes de deux autres façons. Premièrement, on peut calculer la moyenne et l'écart type des distances des 1506 étoiles. La valeur obtenue est égale à 479 ± 20 pc (∼1 560 al). On peut aussi utiliser la moyenne des distances ainsi que la moyenne des écarts positifs et négatifs obtenus pour chaque étoile à partir de leur parallaxe. Cette dernière méthode donne une valeur de 479+12
−9 pc. Peu importe la méthode, ces valeurs sont très semblables. Cependant, on peut remarquer que les distances obtenues sont sensiblement les mêmes et très légèrement inférieures à celle obtenue par le calcul des parallaxes indiqués par Simbad.

### Mouvement propre
La moyenne et l'écart type du mouvement propre des 1506 étoiles en ascension droite et en déclinaison sont respectivement égaux à −10,368 ± 1,042 mas/an et 5,204 ± 0,494 mas/an. Ces deux valeurs sont comparables à celles indiquées sur Simbad.